# 3D Tanx
3D Tanx és un videojoc shoot 'em up programat per Don Priestley i publicat per DK'Tronics el 1982 per a ZX Spectrum, C64i BBC Micro.

## Jugabilitat
L'objectiu del joc és disparar tancs passant per un pont, que es mostra a la distància a la pantalla. El jugador apunta a una torreta d'armes ajustant la seva rotació i elevació, sent aquest l'aspecte '3D' del joc. Cal habilitat i temps per atacar els tancs.

## Crítica
La revista CRASH va ressaltar els bons gràfics i so (de l'època).